# Стоян Пилип Кузьмич
Пилип Кузьмич Стоян (27 листопада 1904, Долинська — 30 червня 1995, Київ) — український історик, дослідник історії України XX століття.

## Біографія
Народився 27 листопада 1904 року на станції Долинська (нині місто Кіровоградської області). У 1921–1926 роках працював робітником цегельного заводу, головою робітничого кооперативу, завідував робітничим клубом. У 1927–1929 роках — секретар райкому комсомолу. У 1931–1932 роках навчався в Комуністичному університеті імені Артема у місті Харкові, а після його ліквідації — в Інституті червоної професури при ВУЦВК, який закінчив в 1937 році.
У 1937–1940 роках — викладач Київського державного університету. У 1940–1943 роках на звільненій партійній роботі. У 1943–1944 роках — старший науковий співробітник Інституту історії та археології АН УРСР (у містах Уфі та Москві). У 1944–1960 роках — старший науковий співробітник відділу історії радянського суспільства, у 1960–1974 роках — старший науковий співробітник відділу історії соціалістичного і комуністичного будівництва Інституту історії АН УРСР.
1947 року захистив кандидатську дисертацію на тему: «Утворення Української Радянської Соціалістичної Республіки», у 1965 році — докторську дисертацію: «Радянське будівництво в Українській РСР (1921–1925 рр.)». Науково-дослідну роботу поєднував з викладанням у вишах.
Помер в Києві 30 червня 1995 року.

## Основні праці
- Советское строительство в Украинской ССР (1921–1925 гг.). — Київ, 1965;
- Нариси історії комітетів незаможних селян. — Київ, 1960 (у співавторстві);
- Встановлення і зміцнення радянської влади на Україні. — Київ, 1954.